# Trình Minh
Trình Minh (鄭明, 940 – 1014), người phủ Lôi Dương, Thiệu Thiên, Thanh Hóa, là một danh tướng Việt Nam thế kỷ thứ 10.
Trình Minh là con trai của Trình Đạt và Đặng Thị Huy. Thuở nhỏ, ông theo học Hoàng tiên sinh và thông hiểu cả văn lẫn võ.
Năm 960, cha mẹ qua đời, Trình Minh rời quê hương để lập nghiệp. Ông đến đất Hà Châu, tụ tập nhân dân khai khẩn đất hoang trồng lúa, hoa màu. Ông đặt tên làng là Chuế Khu. Mọi người đều coi ông là ông tổ của làng.
Thời loạn 12 sứ quân, ông thu nạp trai tráng quanh vùng đến đầu quân cho Đinh Bộ Lĩnh, trở thành tướng nhà Đinh. Vì ông có tài nên Đinh Bộ Lĩnh đã cử ông làm mưu sĩ kiêm Đẳng nhung sự. Khi lên ngôi, Đinh Tiên Hoàng phong cho ông tước "Minh tự khanh".
Đất nước thái bình, ông xin nhà vua về Chuế Khu dạy học và tiếp tục lập nghiệp nơi đây. Ngày 10 tháng 3 năm Giáp Dần (tức năm 1014), Trình Minh bị bệnh và mất khi về thăm quê cũ ở làng Trung Lập, thọ 74 tuổi.

## Tưởng niệm
Do công lao của ông, cùng với việc lập ra làng Chuế Khu, Lý Thái Tổ đã ban sắc cho dân làng lập đền thờ ông và tặng phong "Phúc nhạc trung đẳng thần". Nhân dân Ngọc Chuế nói chung và dòng họ Trình nói riêng đã lập đền thờ để tưởng nhớ ông. Đền thờ Trình Minh nay được trùng tu, nằm trên độ cao khoảng 20m ở sườn núi Phượng, thôn Ngọc Xuyết, xã Hà Châu, huyện Hà Trung.
Bộ VHTTDL đã xếp hạng Đền thờ Trình Minh tại xã Hà Châu, huyện Hà Trung, tỉnh Thanh Hóa là di tích quốc gia theo Quyết định số 4013/QĐ-BVHTTDL.